# جورج گاربت
جورج گاربت (انگلیسی: George Garbutt; ۱۸ ژوئن ۱۹۰۳ – ۲۱ سپتامبر ۱۹۶۷) بازیکن هاکی روی یخ اهل کانادا بود.